# 莫特爾河
53°38′42″N 11°34′38″E / 53.64506°N 11.57727°E
莫特爾河（德語：Motel），是德國的河流，位於該國東北部，由梅克倫堡-前波美拉尼亞州負責管轄，屬於瓦爾諾河的左支流，河道全長11公里，發源自坎布斯，河口處在格内芬西北面。